# 21553 Monchicourt
21553 Monchicourt este o planetă minoră (asteroid), cu un diametru de 2,447 km, din centura de asteroizi. A fost descoperită pe 26 august 1998 la observatoire de la Côte d'Azur⁠(d) de OCA-DLR Asteroid Survey⁠(d) și a fost numită după Marie-Odile Monchicourt⁠(d). 
Obiectul prezintă o orbită caracterizată de o semiaxă mare de 2,225806 UAi, o excentricitate de 0,17, o înclinație de 2,082 ° în raport cu ecliptica.